# Yerville
Yerville ist eine französische Gemeinde mit 2658 Einwohnern (Stand: 1. Januar 2022) im Département Seine-Maritime in der Region Normandie. Die Gemeinde gehört zum Arrondissement Rouen und ist Mitglied im Gemeindeverband Communauté de communes Plateau de Caux. Die Bewohner werden Yervillais und Yervillaises genannt.

## Geografie
Yerville liegt im Zentrum des Départements, etwa 29 Kilometer nordwestlich von Rouen inmitten der Landschaft Pays de Caux. Hier entspringt der Fluss Saâne. Die Nachbargemeinden von Yerville sind Ouville-l’Abbaye im Norden und Nordwesten, Vibeuf im Norden und Nordosten, Bourdainville im Osten, Ectot-l’Auber im Südosten, Saint-Martin-aux-Arbres im Süden sowie Criquetot-sur-Ouville im Westen und Nordwesten.
Am Südrand der Gemeinde verlaufen die Autoroute A29 sowie die früheren Routes nationales 29 (heutige D929) und 315 (heutige D142).

## Geschichte
Die heutige Gemeinde entstand 1822 aus dem Zusammenschluss der Gemeinden Yerville und Thibermesnil.

### Bevölkerungsentwicklung

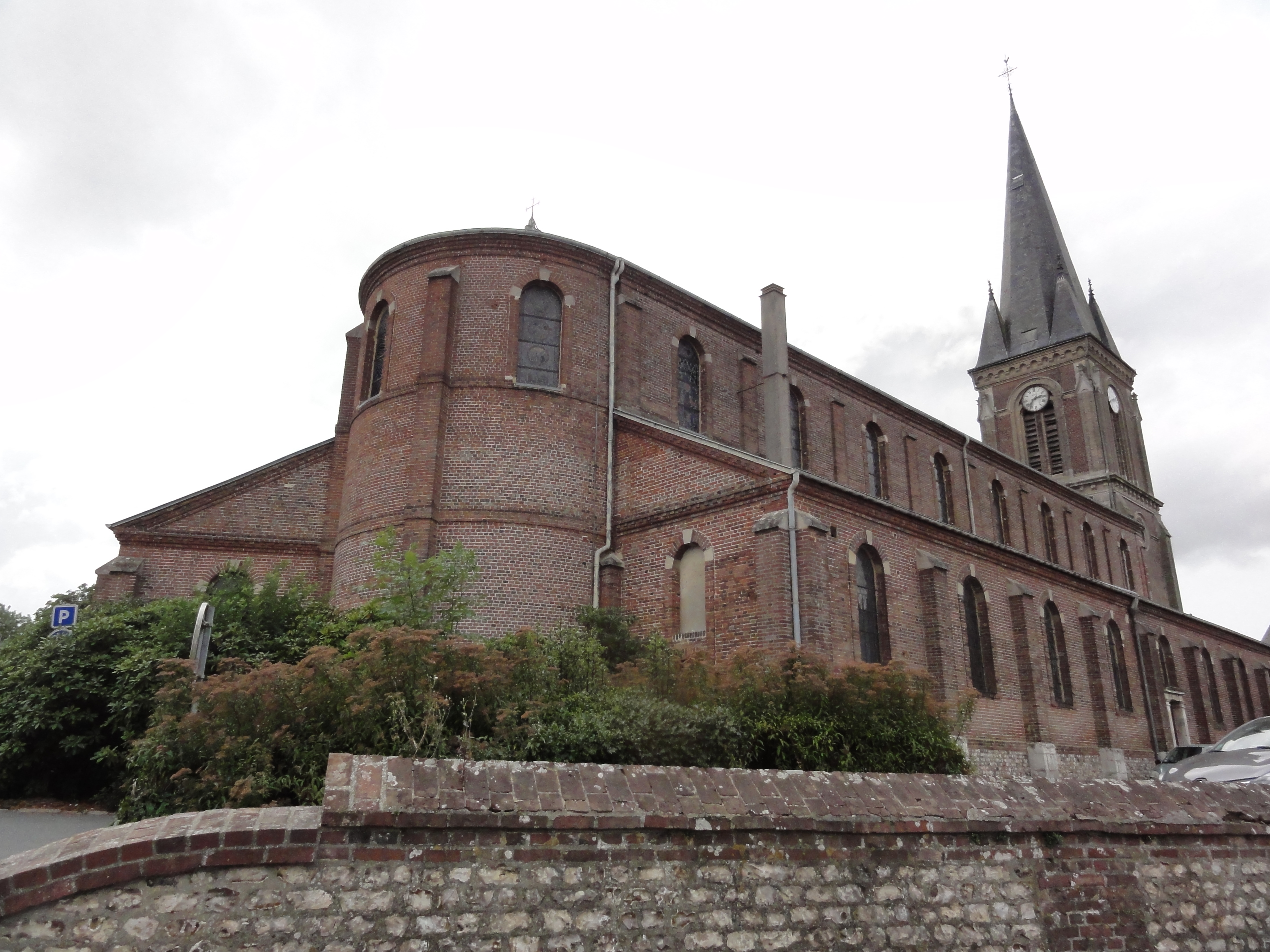
Pfarrkirche Notre-Dame

| Jahr      | 1962 | 1968 | 1975 | 1982 | 1990 | 1999 | 2006 | 2012 | 2020 |
| Einwohner | 1221 | 1381 | 1492 | 1847 | 1948 | 2170 | 2260 | 2414 | 2515 |

## Sehenswürdigkeiten
- Der Vorgängerbau der Pfarrkirche Notre-Dame wurde 1852 abgerissen und der dreischiffige Neubau erfolgte im gleichen Jahr. Im Jahre 1877 wurde der Glockenturm erhöht.
- Als Nachfolger einer mittelalterlichen Festung, die wahrscheinlich bereits von Wassergräben umgeben war, wurde das Schloss von Thibermesnil im 16. Jahrhundert komplett umgebaut. Trotz einer Belagerung im Jahr 1591, die es schwer beschädigte, war es im Laufe des 19. Jahrhunderts mit den Buchenwäldern seines riesigen Parks immer noch eines der schönsten Anwesen des Départements. Überreste wurden zu Beginn des 20. Jahrhunderts abgerissen.
- Das kleine Bethaus aus der zweiten Hälfte des 19. Jahrhunderts befindet sich in der Mitte des heutigen Friedhofs, der im Laufe des 19. Jahrhunderts angelegt wurde.
- Das Herrenhaus im Weiler Pimont war im Mittelalter Sitz eines Ritterlehens und wurde im 17. Jahrhundert in einem Stil komplett umgebaut, der stark von dem benachbarten Schloss Thibermesnil inspiriert war. Zum Anwesen gehört in runder Taubenschlag aus Ziegeln und Silex mit Wappen aus dem Jahr 1671. Das Wohnhaus wurde im 18. Jahrhundert erneuert.
- Das Herrenhaus im Weiler Grossoeuvre stammt vermutlich aus dem 13. Jahrhundert und wird heute als Bauernhof genutzt.

## Gemeindepartnerschaft
Mit der deutschen Gemeinde Faßberg in Niedersachsen und Hordle in der Grafschaft Hampshire im Vereinigten Königreich bestehen Partnerschaften.